# Lista odcinków serialu anime Bobobo-bo Bo-bobo
Poniższa lista zawiera opis odcinków serialu anime Bobobo-bo Bo-bobo.
| #         | Tytuł | Premiera w Japonii   | Premiera w Polsce |
| --------- | --- | -------------------- | ----------------- |
|           | |                      |                   |
| 1         | Bo-haterski Bo-jownik Bo-skich Fryzur „Ke” „tamashī” to kaite „supākuringu” to yomasetai... (【毛魂】と書いて"スパークリング"と読ませたい…) | 8 listopada 2003     | 7 lipca 2008      |
| 2         | Łowcy peruk „Ke” „namida” to kaite „senchimentaru” to yonde hoshī... (【毛涙】と書いて"センチメンタル"と読んでほしい…) | 15 listopada 2003    | 8 lipca 2008      |
| 3         | Zakręcona kaczka kręci własne lody 26-sai no ahirupantsu saa~! (26歳のアヒルパンツさぁー！) | 22 listopada 2003    | 9 lipca 2008      |
| 4         | Bababa-ba Ba! Jego wysokość król włosów z nosa Bababāba bābaba! Idainaru kingu hanage-sama? (バババーバ・バーババ！偉大なるキング鼻毛様？) | 29 listopada 2003    | 10 lipca 2008     |
| 5         | Bić albo nie bić, czyli z rybką do szczęścia Sushi to banīgāru? Hissatsu! Ochadzuke bīmu!! (寿司とバニーガール？必殺！お茶漬けビーム！！) | 6 grudnia 2003       | 11 lipca 2008     |
| 6         | Pasta… Moje ulubione danie Osorubeshi kyūkyoku ōgi sōmen ma ken! Ko n ni chi ha!! (恐るべし究極奥義ソーメン真拳！コ・ン・ニ・チ・ハ！！) | 13 grudnia 2003      | 12 lipca 2008     |
| 7         | Królowa kurczaków i wypożyczalnia wideo dla idiotów Queen Chicken Level and the Video Store of Dumb (第10回ミスにわとりクィーンにわ子と謎の番人ソフトン) | 20 grudnia 2003      | 13 lipca 2008     |
| 8         | Jak nie zostać na lodzie We All Scream for Ice Cream! (魂の解放それは、ピロピロピロピロ…ピロッチ！) | 10 stycznia 2004     | 14 lipca 2008     |
| 9         | Mów jak się nazywasz! Gasser Up! I’m Ready to Drive! (謎の少年の正体とオナラ真拳！アスパラ食っとけ！) | 17 stycznia 2004     | 15 lipca 2008     |
| 10        | Ratujmy środowisko, czyli coś tu śmierdzi Protect the Environment: Somethin’ Stinks in Here! (守れ！地球環境 合言葉はおならプップー 臭くな～い！！) | 24 stycznia 2004     | 16 lipca 2008     |
| 11        | Wróbel w garści może udawać kurczaka, ale czy pachnie jak kura? A Bird in the Hand Can Play Chicken But Still Smell Fowl! (裏切りと欲望の"ツルの恩返し"その節はド～モ！)                                                                                        | 31 stycznia 2004     | 17 lipca 2008     |
| 12        | Trzęsący się wróg Bo-Bobo, czyli Generał Galareta The Weally Wobbly World of Bo-Bobo’s Foe: General Jelly Jiggler! (ぷるんぷるんしている強敵出現！その名はところ天の助)                                                                                         | 7 lutego 2004        | 18 lipca 2008     |
| 13        | Raperska jazda kolejką górską Bo-Bobo Bo-Bobo’s Rappin’ Roller Coaster Ride (激撮!遊園地 24時 暴かれたカバの黒幕！) | 7 lutego 2004        | 19 lipca 2008     |
| 14        | Nawiedzona impra Haunted HollowBo-bobo (お化け屋敷で結婚式 パパママ あたし幸せになります…) | 21 lutego 2004       | 20 lipca 2008     |
| 15        | Generał Galareta, czyli największy wróg włosów, albo nikczemność deseru General Jelly Jiggler: Supreme Hair Enemy or Dastardly Dessert? (プルプル真拳奥義！ところ天鉄砲炸裂!でも味がな～い)                                                                     | 28 lutego 2004       | 21 lipca 2008     |
| 16        | Słodka szesnastka, czyli smarkate sąsiedztwo Snot in My Neighborhood! (さらば最強の敵 ところ天の助！こんばんは新たな敵 田楽マン！) | 6 marca 2004         | 22 lipca 2008     |
| 17        | Kaczy kuper kontra loczki w stylu afro The Ducktail Versus Afro Showdown (リーゼントVSアフロ 永遠の宿敵（ライバル）純情派！) | 13 marca 2004        | 23 lipca 2008     |
| 18        | Beauty w oku swego porywacza Beauty is in the Eye of her Holder (潜入！軍艦の要塞 スッパイ大作戦！) | 3 kwietnia 2004      | 24 lipca 2008     |
| 19        | Splątane włosy przeznaczenia, czyli kto zaliczy test? The Entangled Nose Hair of Destiny: Who Will Pass the Test? (絡まる宿命の鼻毛！ここ次のテストに出ます！)                                                                                                  | 3 kwietnia 2004      | 25 lipca 2008     |
| 20        | Świat bogini Gadaj-Gadaj, najbardziej kretyńskie miejsce na świecie World of Blabs-a-Lot: The Sappiest Place on Earth (世界新紀行！バビロンの奥地にボーボボの弱点を見た！)                                                                                      | 1 maja 2004          | 26 lipca 2008     |
| 21        | Do widzenia, czyli ostatnie wejście Bo-Bobo Good-bye Bo-bobo! The Final Showdown? (さらばボーボボ！？最終鼻毛決戦！でも最終回じゃな～い！) | 8 maja 2004          | 27 lipca 2008     |
| 22        | Hatenko Hunk ma klucz do Waszych serc Hatenko the Hunk Has the Key to Your Heart (謎のイケメン登場！キミのハートをLOCKする！！) | 15 maja 2004         | 28 lipca 2008     |
| 23        | Śluby, peruki i wodne tortury Weddings, Wiggins and Water Torture (ようこそ邪血館へ！帰ってきたアヒルパンツさぁー！！) | 29 maja 2004         | 29 lipca 2008     |
| 24        | Przerażający Blok Z, czyli plaża, konkurs i nagroda dla zwycięzcy The Terrifying Z-Block Is Here! (恐怖のZブロック基地出現！海だ！クイズだ！許して仮面だ！！)                                                                                                   | 5 czerwca 2004       | 30 lipca 2008     |
| 25        | Nowy Bo-Bobo i stare Bo-Bolączki The New Bo-bobo with the Old Bo-bobody (誕生！NEWボーボボ WITH ハンペン お父さんは頑張っているゾ！) | 12 czerwca 2004      | 31 lipca 2008     |
| 26        | Dengaku: Mały pikuś czy pitbull? Czy Was pokocha, czy też znienawidzi? Dengaku Man, Pixie or Pit Bull--He’ll Love You or Hate You! (再び最強の敵！田楽マン！！友だち何人できるかな？)                                                                           | 19 czerwca 2004      | 1 sierpnia 2008   |
| 27        | Włosy w nosie czy na głowie, noś chusteczkę na zdrowie Luck Let a Wiggin’ See… How Nice a Hanky Can Be! (戦慄！伝説のハジケ基地！！もう涙をお拭き『ぬ』のハンカチで…)                                                                                           | 10 lipca 2004        | 2 marca 2009      |
| 28        | Walka na śmierć i życie, cios włosów z nosa kontra uderzenie ryżu Mortal Match! Fist of Nose Hair vs. Fist of Rice! (死闘！鼻毛真拳VS米真拳！！仲良くケンカしな♪)                                                                                               | 17 lipca 2004        | 3 marca 2009      |
| 29        | Błyskawica i siła rażenia, czyli ryż w pół godziny Instant Rice – Ready in Half an Hour? (ボーボボ&ライスの30分クッキング！奥様、今夜のメニューにいかが？) | 24 lipca 2004        | 4 marca 2009      |
| 30        | Zemsta smakuje najlepiej na zimno, w sosie z grzybków Shiitake Revenge is a Dish Best Served Cold with Shiitake Mushroom Sauce (風雲忍者城！クチビルにルビーにブタのおしり・・・ってどんなアニメじゃ～！！)                                                     | 7 sierpnia 2004      | 5 marca 2009      |
| 31        | Wielka piątka kontra drużyna gwiazd Bo-bobo, czyli jak Bączkowi odbiło The Ultimate Five Assassins vs. Bo-bobo All Stars! (必殺五忍衆VSボーボボオールスターズ！赤ちゃんへっくんも大暴走！バブ♥)                                                                 | 4 września 2004      | 6 marca 2009      |
| 32        | Wejście smoka Bobobeboka! Enter BoboPatchiggler! Is That How It’s Spelled? (行け！ボボパッチの助！ママチャリで！！！…マジで！？) | 4 września 2004      | 7 marca 2009      |
| Specjalny | Omatase! Shinsō kaiten!! Tsuini kita no ne, pachi bi no jidai ga ♥ (お待たせ！新装開店！！遂に来たのね、パチ美の時代が♥) | 23 października 2004 | Brak emisji       |
| 33        | OVER! Temē wa ore ga buttaosu! Tte ten no suke ga ittemashita~!!! (OVER！テメーはオレがぶっ倒す！って天の助が言ってました～！！！) | 30 października 2004 | Brak emisji       |
| 34        | Kobieta Torpeda: Mit czy rzeczywistość? Torpedo Girl: Man or Myth? Or Mythes? (皆様大変永らくお待たせ致しました！遂に登場！魚雷ガール！！) | 6 listopada 2004     | 9 marca 2009      |
| 35        | Król Włosów z nosa przedstawia: „Włochate szaleństwa przyszłości” King Nose Hair Presents: „The Follicle Follies of the Future” (魚雷ガールよ！！地球にかわってお裁きよ♪)                                                                                       | 13 listopada 2004    | 10 marca 2009     |
| 36        | Kraina Świętego Guacamola, czyli tajemnica owieczki Bobetki Next Stop… Holy Guacamole Land! (ハレルヤランドへ出発進行！この先は地獄！？) | 20 listopada 2004    | 11 marca 2009     |
| 37        | Kraina Świętego Guacamola to nie tylko miejsce na śniadanie Holy Guacamole Land Isn’t Just For Breakfast Anymore (ハレルヤランドで大暴れ！みんな子供になっちゃいまちた♪)                                                                                        | 27 listopada 2004    | 12 marca 2009     |
| 38        | Pałac obfitości, czyli przyjmujemy wyłącznie gotówkę Money Castle! Cash Only Please. Credit Cards Not Accepted (マネーキャッスルへ突撃開始！でも途中で寄り道させて！)                                                                                           | 4 grudnia 2004       | 13 marca 2009     |
| 39        | Piekielne trojaczki kontra zakręcony tercet, czyli kto sobie z kogo robi jaja The Terrible Triplets Versus the Wiggin’ Trio! (決戦！獄殺3兄弟VSハジケトリオ！チームワークはどっちが上？)                                                                        | 11 grudnia 2004      | 14 marca 2009     |
| 40        | Upadek Halekulaniego, czyli zimowa depresja The Fall of Halekulani! And the Winter of Discontent! (打倒ハレクラニ！そんなことよりお金を拾おう♪) | 8 stycznia 2005      | 15 marca 2009     |
| 41        | Magia kontra Halekulani, czyli patrzcie jak wyciągam Dona Patcha z kapelusza The Magical Battle Against Halekulani! (ハレクラニとゴージャス対決！見よ、スーパーイリュージョン！！)                                                                              | 15 stycznia 2005     | 16 marca 2009     |
| 42        | Bo-bobo i bardzo, bardzo planszowa gra Bo-bobo Braves the Board Game that’s Berry, Berry Bothersome (おもしろスゴロク発動！みんなそろってサービスしちゃう♪) | 22 stycznia 2005     | 17 marca 2009     |
| 43        | Ha-le Oo-pu Ah-ah, czyli w wolnym tłumaczeniu smutki Halekulaniego Ha-le Oo-pu Ah-ah! (ハレクラニ最終決戦 遂に決着！…と思ったら新たな敵！？) | 29 stycznia 2005     | 18 marca 2009     |
| 44        | Poważne starcie w Cyber City The Seriously Circular Skirmish in Cyber City (電脳6闘騎士参上！男バレリーナも魅せちゃいます♥) | 6 lutego 2005        | 19 marca 2009     |
| 45        | Walki na bungie, a kto przegra jest zgniłym jajem Begin the Bungie Battle! Last One Down is a Rotten Egg! (奈落の底へご招待！？空中決戦！バンジーバトル開始！！)                                                                                                | 13 lutego 2005       | 20 marca 2009     |
| 46        | Nauka jazdy w bibliotece, czyli czytajcie uważnie instrukcję obsługi Libraries and Driving Tests! (闇からの正義の使者！？魚雷女教師ぎょら～べ～見参！！) | 20 lutego 2005       | 21 marca 2009     |
| 47        | Wojna na talenty i wykręty, czyli jak walczyć zieloną cebulką. A może to był czosnek? A Battle of Skills and Wills with One Green Onion. Or Is It Garlic? (イチかバチかの激烈バトル！！タマネギさんも出るよ♪)                                                   | 27 lutego 2005       | 23 marca 2009     |
| 48        | Głupia piosenka ratuje serial przed złowrogim draniem Silly Singing Saves the Show from a Sinister Scoundrel (マジカル☆ガール田ボちゃん登場！恋の呪文はガバパビッチ！？)                                                                                        | 6 marca 2005         | 24 marca 2009     |
| 49        | Tu zaczyna się woja mózgów The Battle of Brains Begins! (超難解？IQバトル開始！ギガよ、かかってこいや～！!) | 13 marca 2005        | 25 marca 2009     |
| 50        | Giga szaleje, czyli niepokojąca agresja sztuki Giga Goes Gaga! Alarming Attacks with Aggressive Art (暴かれた封印 超ギガ出現！ボク達そっちに寝返ります♥) | 20 marca 2005        | 26 marca 2009     |
| 51        | Geijutsu pawā VS hanage tamashī! Kurae! Hajiketorio no atsuki tekken!! (芸術パワーVS鼻毛魂！くらえ！ハジケトリオの熱き鉄拳！！) | 27 marca 2005        | Brak emisji       |
| 52        | Okaeri hekkun ♪ aratana tabi no hajimari hajimari~! / Kichatta atarashī teki! Hashi no ue de no desumatchi!! (お帰りへっくん♪新たな旅の始まり始まり～！ / 来ちゃった新しい敵！橋の上でのデスマッチ！！)                                                         | 9 kwietnia 2005      | Brak emisji       |
| 53        | Min'na de pawāappu! Shin kosuchūmu wa 582-en? / Teki wa sai kyō no gosenzo-sama? Pawāappu mo yakunitachimase~n!! (みんなでパワーアップ！新コスチュームは582円？ / 敵は最凶のご先祖様？パワーアップも役に立ちませ～ん！！)                                       | 16 kwietnia 2005     | Brak emisji       |
| 54        | Ike sūpābōbobo! Ai no chikara hakkishichaima~su ♪/ ohanabatake de runrunbatoru! Ohana no kaori wa shi no kaori? (行けスーパーボーボボ！愛の力発揮しちゃいま～す♪ / お花畑でルンルンバトル！お花の香りは死の香り？)                                              | 23 kwietnia 2005     | Brak emisji       |
| 55        | Omatase hatenkō ♪ habatsu tsukutte nakamaware!? / Susume bōsō ga jetto-kun! Teki mo mikata mo tsukitobase!! (おまたせ破天荒♪派閥作って仲間割れ！？ / 進め暴走ガジェット君！敵も味方も突き飛ばせ！！)                                                            | 30 kwietnia 2005     | Brak emisji       |
| 56        | Doresuchenji de SF kessen! Miyo! Warera shin torio!! / Yosoku funō no sekai tsuā! Raburabuwagon de iza de~hatsu!! (ドレスチェンジでSF決戦！見よ！我ら新トリオ！！ / 予測不能の世界ツアー！ラブラブワゴンでいざ出～発！！)                                       | 7 maja 2005          | Brak emisji       |
| 57        | Jigoku no uōtāsuraidā! Teki wa! Pichipichimanbou ni mizugi gyaru!? / Totsugeki raburabu gyorai sensei! Fuzaketa yatsu wa yurusana~i!! (地獄のウォータースライダー！敵は！ピチピチマンボウに水着ギャル！？ / 突撃 ラブラブ魚雷先生！ ふざけた奴は許さな～い！！) | 14 maja 2005         | Brak emisji       |
| 58        | Hikami no mashinbatoru! Rūru muyō de dai gekisen! / Batsu gēmu wa kōri dzuke sorya tsumetai ze be~ibī!! (氷上のマシンバトル！ルール無用で大激戦！ / 罰ゲームは氷づけ そりゃ冷たいぜベィビー！！)                                                                | 21 maja 2005         | Brak emisji       |
| 59        | Hajike gattai patchibobo! O fuzake-nashi no gachinkobatoru!? / Gekitō! Koi no sankaku kankei! ! Merīgōrando de runrunbatoru!? (ハジケ合体パッチボボ！おふざけ無しのガチンコバトル！？ / 激闘！恋の三角関係！！メリーゴーランドでルンルンバトル！？)             | 28 maja 2005         | Brak emisji       |
| 60        | (運命の三択！ 良い現世、悪い天国、普通の地獄！？ / 米の貴公子ライス参上！ 敵も味方も大混戦！！) | 4 czerwca 2005       | Brak emisji       |
| 61        | Unmei no mitaku! Yoi gense, warui tengoku, futsū no jigoku!? / Amerika no kikōshi raisu sanjō! Teki mo mikata mo dai konsen!! (ウルトラサービス全開！！見て？ムダに美しいコノ姿！？ / 幻獣vs首領パッチ！！データ無しでも踏んばれゴエモン！！)                   | 11 czerwca 2005      | Brak emisji       |
| 62        | Koko wa shi no kuni yume no kuni! Nemu~re, nemu~re, rēmuremu ♪ / Kessen! Remu surīpuwārudo!! Min'na sorotte nen'ne shi na~tsu!! (ここは死の国夢の国！ねむ～れ、ねむ～れ、レームレム♪ / 決戦！レム・スリープワールド！！みんな揃ってねんねしなっ！！)            | 18 czerwca 2005      | Brak emisji       |
| 63        | Ima, abaka reru remu no kako! Namida no kandō sutōrī (^^;) / Kyōteki ranbada vs kuro taiyō no chikara! 4-bai-gaeshi de chotto hangeki (^0^) (今、あばかれるレムの過去！涙の感動ストーリー(^^;) / 強敵ランバダvs黒太陽の力！4倍返しでちょっと反撃(^0^))          | 25 czerwca 2005      | Brak emisji       |
| 64        | Porigon de ikeike!! Buyō mo biyō mo no~ri nori!? / Hangeki retorogēmu (^0^) V miru to yaru to wa dai chigai!? (ポリゴンでイケイケ！！ 舞踊も美容も の～りのり！？ / 反撃レトロゲーム(^0^)V見るとやるとは大違い！？)                                             | 2 lipca 2005         | Brak emisji       |
| 65        | Nettō oden desumatchi! Bōbobo tai hanpen!! / Shōgeki! Hanpen uketamawa no chikara!! Hanpen no yoake wa chikai?! (熱闘おでんデスマッチ！ ボーボボ対ハンペン！！ / 衝撃！ハンペン承の力！！ ハンペンの夜明けは近い？！)                                           | 9 lipca 2005         | Brak emisji       |
| 66        | Okazu wa batchiri (^0^) Otegaru bentōmaido ari~♪ / Boku no na wa ten bobo! Arasoi wa kiraidesu (^o^) (おかずはバッチリ(^0^) お手軽弁当まいどあり～♪ / 僕の名は天ボボ！ 争いは嫌いです(^o^))                                                                     | 16 lipca 2005        | Brak emisji       |
| 67        | Keta hazure ni tsuyoo~i! Hijō mujō no hīrō☆kenzan!! / Aka reshi akuma no tobira…! Yaminokōtei tsuini shidō!! (ケタ外れに強ぉ～い！ 非情無情のヒーロー☆見参！！ / 開かれし悪魔の扉…！ 闇の皇帝ついに始動！！)                                                    | 30 lipca 2005        | Brak emisji       |
| 68        | Happyō! Ninki tōhyō! ! 1-i wa dare? Ore? / Ōba vs. 3-sei vs. Bōbobo! Sai kyō ōgi no mitsudomoe kessen!! (発表！人気投票！！ 1位は誰？オレ？ / OVER vs. 3世 vs. ボーボボ！ 最凶奥義の三つ巴決戦！！)                                                             | 6 sierpnia 2005      | Brak emisji       |
| 69        | Kyōi! Shinku to ao ai ma ken!! Tai afuro ōgonkyō!! / Bōbobo nonde dai henshin! Mitame wa shoboi ga chō tsuyo~o~i!! (脅威！真紅と青藍真拳！！ 対アフロ黄金郷！！ / ボーボボ飲んで大変身！ 見た目はショボイが超強ォ～い！！)                                      | 20 sierpnia 2005     | Brak emisji       |
| 70        | Tsuini ketchaku!! Tsuru tsururīna san-sei gekiha!! / Kaimaku! Shin kōtei kettei-sen!! Bōbobo ikkō naguri komi!! (ついに決着！！ ツル・ツルリーナ三世撃破！！ / 開幕！新皇帝決定戦！！ ボーボボ一行殴りこみ！！)                                                 | 27 sierpnia 2005     | Brak emisji       |
| 71        | Byuti kikiippatsu!! Watashihitori demo tatakaimasu!! / Umai? Ga make yo! Mezase sekai saikō rāmen!! (ビュティ危機一髪！！ 私一人デモ闘います！！ / ウマイ？が負けよ！ めざせ世界最高ラーメン！！)                                                               | 17 września 2005     | Brak emisji       |
| 72        | Kaishi! Batchi sōdatsu-sen!! Kin no batchi ga tsuwamono no akashi! / Tsuppashire! Bobobo TV-kyoku! Deta~kyōi no shichō-ritsu!! (開始！バッチ争奪戦！！ 金のバッチが強者の証！ / 突っ走れ！ボボボTV局！ 出た～脅威の視聴率！！)                                  | 24 września 2005     | Brak emisji       |
| 73        | Batchi sōdatsu batoruroiyaru!! Natsukashi kyara to no dorīmumatchi!? / Sanba DE bōbobo!! Yasha ni ya manba ni sanbaman!? (バッチ争奪バトルロイヤル！！ 懐かしキャラとのドリームマッチ！？ / サンバDEボーボボ！！ 夜叉にやまんばにサンバマン！？)                | 1 października 2005  | Brak emisji       |
| 74        | Batorusutēji wa kyodai-ka hekkun! Akachan mōdo hatsudō!! / Henshin! Ikari no dododo dododo n patchi!! (バトルステージは巨大化へっくん！赤ちゃんモード発動！！ / 変身！ 怒りの怒怒怒怒怒怒んパッチ！！)                                                          | 8 października 2005  | Brak emisji       |
| 75        | Saishū kessen ni totsunyū! Kyōfu no ikenie tokei-ban tōjō!! / Ikari no sūpābōbobo! Hangeki no kyodai hanage ni kumasan tōjō!? (最終決戦に突入！恐怖の生贄時計盤登場！！ / 怒りのスーパーボーボボ！ 反撃の巨大鼻毛にクマさん登場！？)                            | 22 października 2005 | Brak emisji       |
| 76        | Sūpā denbo sanjō!! Aitoheiwa no kauntodaun?! / Tsuini saishū kessen!! Hanage ma ken FOREVER!! (スーパー田ボ参上！！ 愛と平和のカウントダウン？！ / ついに最終決戦！！ 鼻毛真拳FOREVER!!)                                                                        | 29 października 2005 | Brak emisji       |